# Puchar Świata w narciarstwie alpejskim mężczyzn 2007/2008
Puchar Świata w narciarstwie alpejskim mężczyzn sezon 2007/2008 to 42 edycja tej imprezy. Cykl ten rozpoczął się w austriackim Sölden 27 października 2007 roku, a zakończył 15 marca 2008 roku we włoskim Bormio.

## Podium zawodów

### Indywidualnie
| Lp. | Data                          | Miejscowość           | Konkurencja     | 1. Miejsce            | 2. Miejsce           | 3. Miejsce                  |
| --- | ----------------------------- | --------------------- | --------------- | --------------------- | -------------------- | --------------------------- |
| 1.  | 28 października 2007          | Sölden                | gigant          | Aksel Lund Svindal    | Ted Ligety           | Kalle Palander              |
| 2.  | 11 listopada 2007             | Levi Reiteralm        | slalom          | Marc Gini             | Kalle Palander       | Manfred Mölgg               |
| 3.  | 24 listopada 2007             | Lake Louise           | zjazd           | Jan Hudec             | Marco Sullivan       | Andreas Buder               |
| 4.  | 25 listopada 2007             | Lake Louise           | supergigant     | Aksel Lund Svindal    | Benjamin Raich       | Didier Cuche                |
| 5.  | 29 listopada 2007             | Beaver Creek          | superkombinacja | Daniel Albrecht       | Jean-Baptiste Grange | Ondřej Bank                 |
| 6.  | 30 listopada 2007             | Beaver Creek          | zjazd           | Michael Walchhofer    | Steven Nyman         | Didier Cuche                |
| 7.  | 2 grudnia 2007                | Beaver Creek          | gigant          | Daniel Albrecht       | Mario Matt           | Didier Cuche                |
| 8.  | 1 grudnia 2007 3 grudnia 2007 | Beaver Creek          | supergigant     | Hannes Reichelt       | Mario Scheiber       | Christoph Gruber            |
| 9.  | 8 grudnia 2007                | Bad Kleinkirchheim    | gigant          | Massimiliano Blardone | Manfred Mölgg        | Ted Ligety                  |
| 10. | 9 grudnia 2007                | Bad Kleinkirchheim    | slalom          | Benjamin Raich        | Jens Byggmark        | Manfred Mölgg               |
| 11. | 14 grudnia 2007               | Val Gardena           | supergigant     | Didier Cuche          | Bode Miller          | Marco Büchel                |
| 12. | 15 grudnia 2007               | Val Gardena           | zjazd           | Michael Walchhofer    | Didier Cuche         | Scott Macartney             |
| 13. | 16 grudnia 2007               | Alta Badia            | gigant          | Kalle Palander        | Benjamin Raich       | Marc Berthod                |
| 14. | 17 grudnia 2007               | Alta Badia            | slalom          | Jean-Baptiste Grange  | Felix Neureuther     | Ted Ligety                  |
| 15. | 29 grudnia 2007               | Bormio                | zjazd           | Bode Miller           | Andreas Buder        | Jan Hudec                   |
| 16. | 5 stycznia 2008               | Adelboden             | gigant          | Marc Berthod          | Daniel Albrecht      | Hannes Reichelt             |
| 17. | 6 stycznia 2008               | Adelboden             | slalom          | Mario Matt            | Benjamin Raich       | Felix Neureuther            |
| 18. | 11 stycznia 2008              | Wengen                | superkombinacja | Jean-Baptiste Grange  | Daniel Albrecht      | Bode Miller                 |
| 19. | 12 stycznia 2008              | Wengen                | slalom          | Jean-Baptiste Grange  | Jens Byggmark        | Ted Ligety                  |
| 20. | 13 stycznia 2008              | Wengen                | zjazd           | Bode Miller           | Didier Cuche         | Manuel Osborne-Paradis      |
| 21. | 18 stycznia 2008              | Kitzbühel             | supergigant     | Marco Büchel          | Hermann Maier        | Didier Cuche Mario Scheiber |
| 22. | 19 stycznia 2008              | Kitzbühel             | zjazd           | Didier Cuche          | Bode Miller          | Mario Scheiber              |
| 23. | 20 stycznia 2008              | Kitzbühel             | slalom          | Jean-Baptiste Grange  | Jens Byggmark        | Mario Matt                  |
| 24. | 20 stycznia 2008              | Kitzbühel             | kombinacja      | Bode Miller           | Benjamin Raich       | Rainer Schönfelder          |
| 25. | 22 stycznia 2008              | Schladming            | slalom          | Mario Matt            | Jean-Baptiste Grange | Manfred Mölgg               |
| 26. | 26 stycznia 2008              | Chamonix              | zjazd           | Marco Sullivan        | Didier Cuche         | Andrej Jerman               |
| 27. | 27 stycznia 2008              | Chamonix              | superkombinacja | Bode Miller           | Jean-Baptiste Grange | Daniel Albrecht             |
| 28. | 3 lutego 2008                 | Val d’Isère           | superkombinacja | Bode Miller           | Ivica Kostelić       | Natko Zrnčić-Dim            |
| 29. | 9 lutego 2008                 | Ga-Pa                 | slalom          | Reinfried Herbst      | Manfred Mölgg        | Ivica Kostelić              |
| 30. | 17 lutego 2008                | Zagrzeb               | slalom          | Mario Matt            | Ivica Kostelić       | Reinfried Herbst            |
| 31. | 21 lutego 2008                | Whistler              | supergigant     | Christoph Gruber      | Hannes Reichelt      | Aleš Gorza                  |
| 32. | 23 lutego 2008                | Whistler              | gigant          | Hannes Reichelt       | Didier Cuche         | Benjamin Raich              |
| 33. | 2 lutego 2008 29 lutego 2008  | Val d’Isère Kvitfjell | zjazd           | Werner Heel           | Bode Miller          | Klaus Kröll                 |
| 34. | 1 marca 2008                  | Kvitfjell             | zjazd           | Bode Miller           | Didier Cuche         | Werner Heel                 |
| 35. | 2 marca 2008                  | Kvitfjell             | supergigant     | Georg Streitberger    | Bode Miller          | Didier Cuche                |
| 36. | 8 marca 2008                  | Kranjska Gora         | gigant          | Ted Ligety            | Manfred Mölgg        | Massimiliano Blardone       |
| 37. | 9 marca 2008                  | Kranjska Gora         | slalom          | Manfred Mölgg         | Ivica Kostelić       | Marcel Hirscher             |
|     | 12 marca 2008                 | Bormio                | zjazd           | zawody odwołane       | zawody odwołane      | zawody odwołane             |
| 38. | 13 marca 2008                 | Bormio                | supergigant     | Hannes Reichelt       | Didier Défago        | Aleš Gorza                  |
| 39. | 14 marca 2008                 | Bormio                | gigant          | Ted Ligety            | Benjamin Raich       | Cyprien Richard             |
| 40. | 15 marca 2008                 | Bormio                | slalom          | Reinfried Herbst      | Daniel Albrecht      | Marcel Hirscher             |

### Drużynowa kombinacja mieszana
| Data          | Miejsce | 1. miejsce      | 2. miejsce      | 3. miejsce      |
| 16 marca 2008 | Bormio  | zawody odwołane | zawody odwołane | zawody odwołane |

## Klasyfikacje
| Lp. | Zawodnik             | Punkty |
| --- | -------------------- | ------ |
| 1.  | Bode Miller          | 1409   |
| 2.  | Benjamin Raich       | 1298   |
| 3.  | Didier Cuche         | 1263   |
| 4.  | Manfred Mölgg        | 924    |
| 5.  | Ted Ligety           | 898    |
| 6.  | Ivica Kostelić       | 829    |
| 7.  | Daniel Albrecht      | 795    |
| 8.  | Jean-Baptiste Grange | 793    |
| 9.  | Didier Défago        | 645    |
| 10. | Mario Matt           | 594    |
| 10. | Hannes Reichelt      | 594    |

| Lp. | Zawodnik               | Punkty |
| --- | ---------------------- | ------ |
| 1.  | Didier Cuche           | 584    |
| 2.  | Bode Miller            | 579    |
| 3.  | Michael Walchhofer     | 407    |
| 4.  | Marco Sullivan         | 278    |
| 5.  | Werner Heel            | 273    |
| 6.  | Manuel Osborne-Paradis | 266    |
| 7.  | Andrej Jerman          | 265    |
| 8.  | Klaus Kröll            | 232    |
| 9.  | Didier Défago          | 225    |
| 10. | Marco Büchel           | 218    |

| Lp. | Zawodnik         | Punkty |
| --- | ---------------- | ------ |
| 1.  | Hannes Reichelt  | 341    |
| 2.  | Didier Cuche     | 340    |
| 3.  | Benjamin Raich   | 286    |
| 4.  | Didier Défago    | 262    |
| 5.  | Christoph Gruber | 251    |
| 6.  | Erik Guay        | 240    |
| 7.  | Marco Büchel     | 230    |
| 8.  | Bode Miller      | 211    |
| 9.  | Mario Scheiber   | 205    |
| 10. | Hermann Maier    | 192    |

| Lp. | Zawodnik              | Punkty |
| --- | --------------------- | ------ |
| 1.  | Ted Ligety            | 485    |
| 2.  | Benjamin Raich        | 438    |
| 3.  | Manfred Mölgg         | 376    |
| 4.  | Didier Cuche          | 293    |
| 5.  | Daniel Albrecht       | 284    |
| 6.  | Massimiliano Blardone | 275    |
| 7.  | Marc Berthod          | 249    |
| 8.  | Hannes Reichelt       | 245    |
| 9.  | Kalle Palander        | 240    |
| 10. | John Kucera           | 173    |

| Lp. | Zawodnik             | Punkty |
| --- | -------------------- | ------ |
| 1.  | Manfred Mölgg        | 531    |
| 2.  | Jean-Baptiste Grange | 512    |
| 3.  | Reinfried Herbst     | 450    |
| 4.  | Mario Matt           | 427    |
| 5.  | Ivica Kostelić       | 425    |
| 6.  | Julien Lizeroux      | 389    |
| 7.  | Felix Neureuther     | 387    |
| 8.  | Benjamin Raich       | 358    |
| 9.  | Ted Ligety           | 274    |
| 10. | Jens Byggmark        | 256    |

| Lp. | Zawodnik             | Punkty |
| --- | -------------------- | ------ |
| 1.  | Bode Miller          | 410    |
| 2.  | Ivica Kostelić       | 256    |
| 3.  | Daniel Albrecht      | 245    |
| 4.  | Jean-Baptiste Grange | 220    |
| 5.  | Rainer Schönfelder   | 206    |
| 6.  | Benjamin Raich       | 183    |
| 7.  | Ted Ligety           | 131    |
| 8.  | Natko Zrnčić-Dim     | 124    |
| 9.  | Andrej Jerman        | 111    |
| 10. | Peter Fill           | 95     |

| Lp. | Państwo           | Punkty |
| --- | ----------------- | ------ |
| 1.  | Austria           | 7003   |
| 2.  | Szwajcaria        | 4064   |
| 3.  | Włochy            | 3721   |
| 4.  | Stany Zjednoczone | 3202   |
| 5.  | Francja           | 2382   |
| 6.  | Kanada            | 2046   |
| 7.  | Słowenia          | 1279   |
| 8.  | Szwecja           | 1217   |
| 9.  | Chorwacja         | 966    |
| 10. | Finlandia         | 516    |